# Smithville (Tennessee)
Smithville è una città degli Stati Uniti d'America, situata nello Stato del Tennessee, nella contea di DeKalb, della quale è il capoluogo.